# Dorfkirche Lindtorf

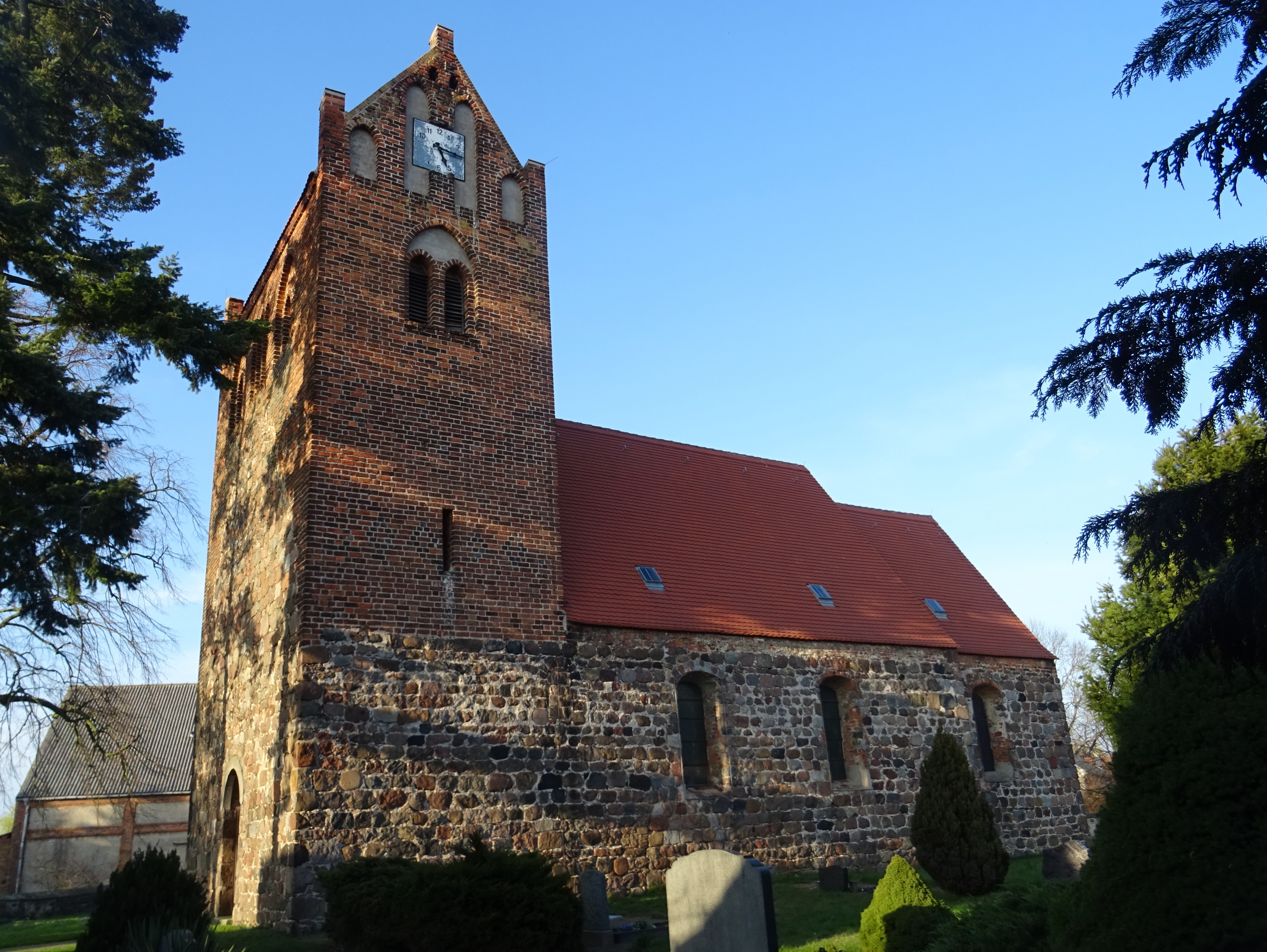
Dorfkirche Lindtorf

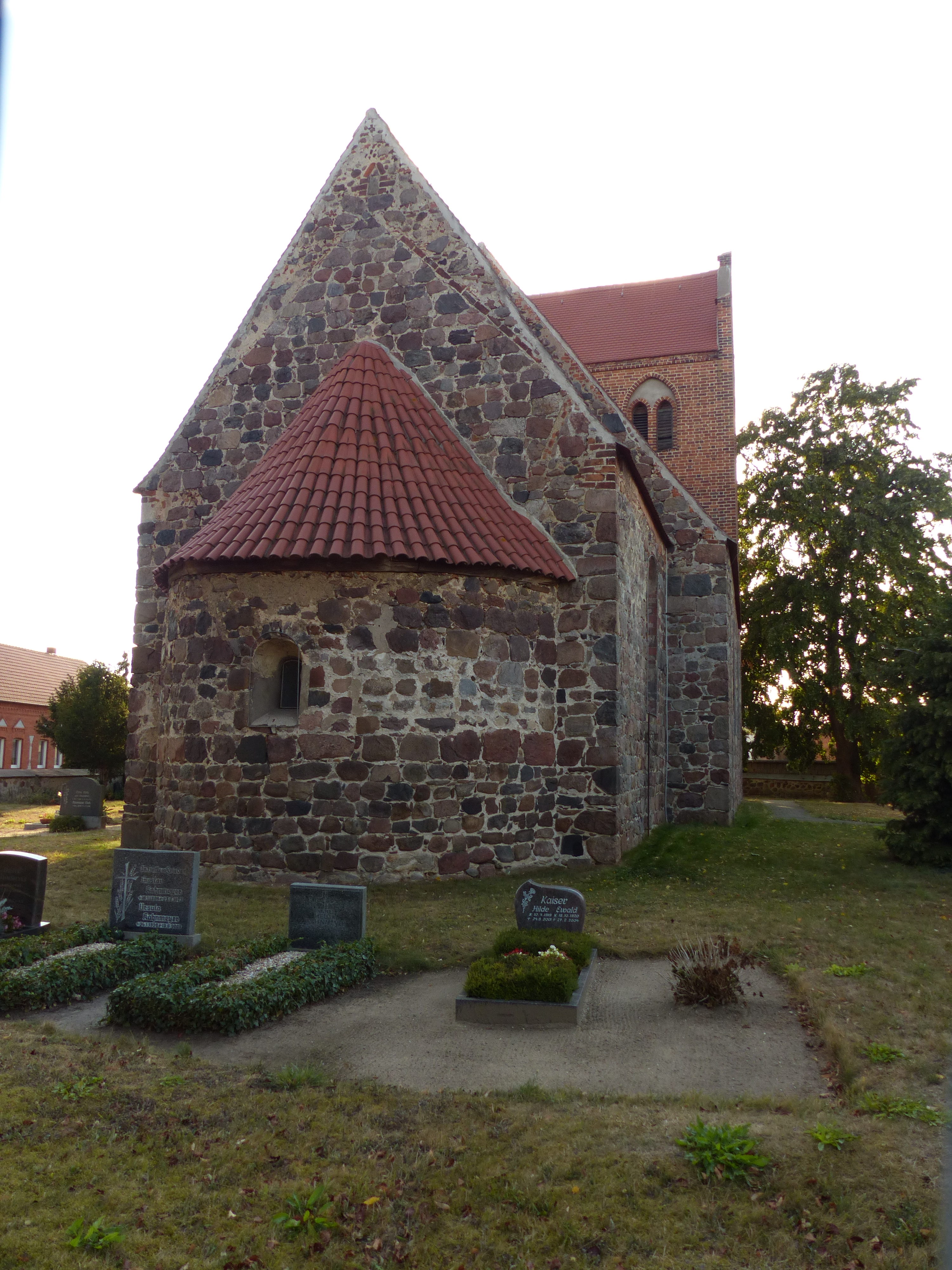
Ostansicht

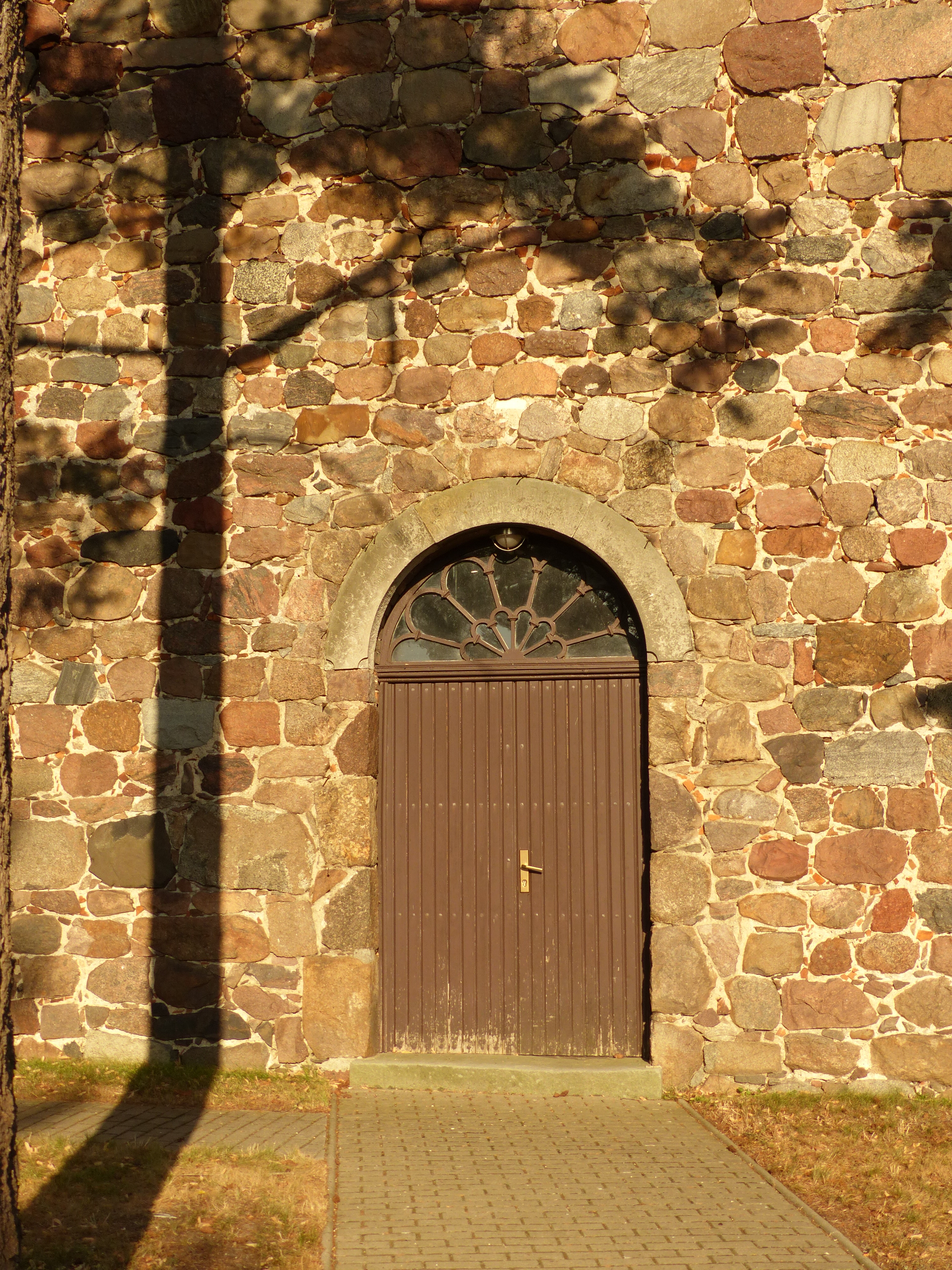
Westportal

Die evangelische Dorfkirche Lindtorf ist eine romanische Saalkirche   im Ortsteil Lindtorf von Eichstedt im Landkreis Stendal in Sachsen-Anhalt. Sie gehört zum Pfarrbereich Arneburg im Kirchenkreis Stendal der Evangelischen Kirche in Mitteldeutschland.

## Geschichte und Architektur
Die kleine romanische Saalkirche mit eingezogenem Chor und Apsis wurde in der Mitte des 12. Jahrhunderts in Feldstein erbaut, der Westturm wurde in Backstein auf die Mauern des Schiffs vermutlich gegen Ende des 14. Jahrhunderts aufgesetzt und die Kirche damit zur vollständigen Anlage ergänzt. In der Westwand des Turms ist noch der ursprüngliche Giebel aus Feldstein erkennbar. Im Glockengeschoss sind spitzbogige, teilweise gepaarte Schallöffnungen mit Blendenschmuck angeordnet; ein Satteldach schließt den Turm ab. An der Südseite des Chores ist eine vermauerte Priesterpforte zu erkennen. Nur das Apsisfenster ist noch in romanischer Form erhalten, die übrigen korbbogigen Fenster sind bei der Renovierung im Jahr 1702 entstanden, bei der auch das Dach leicht erhöht und ein Portal am Westturm eingebrochen wurde. Im Jahr 1906 wurde eine Restaurierung durchgeführt, wobei die Kirche ornamental ausgemalt wurde. Eine Instandsetzung erfolgte im Jahr 1954.
Das Innere wird durch eine flache Holzdecke mit gemalter Kassettierung und Sternchen vom Ende des 19, Jahrhunderts gedeckt. Die Farbglasfenster der Firma Ferdinand Müller aus Quedlinburg mit Darstellungen von Petrus und Paulus wurden im Jahr 1906 geschaffen.

## Ausstattung
Das Hauptstück der Kirchenausstattung ist ein reich geschnitztes Altarretabel mit etwas rustikalen Skulpturen, das im Mittelfeld ein Kruzifix darstellt, das von acht Engeln mit den Leidenswerkzeugen umgeben ist und von gedrehten Säulen mit Weinlaubverzierung und großen Figuren von Petrus und Paulus davor gerahmt wird. Darüber sind die Wappen der Familien von Rindtorf und von Arnstedt angebracht. Im gesprengten Giebel findet sich eine Darstellung des auferstandenen Christus, auf den Giebelstücken sind sechs römische Soldaten dargestellt; der Altar wird von Akanthuswangen flankiert.
Die hölzerne Kanzel mit Schalldeckel, Treppenportal und Pfarrstuhl wurde im Jahr 1679 von Caspar Hoppenstedt aus Arendsee geschaffen. Die Inschrift am Portal mit dem Rindtorfschen Wappen lautet: „Conradus Bocatius Pastor Erdtman Abhraham von Rindtorf Kirchen patronus F. Margareta von Rinttorf D. v. R. Eheliebste Christoph Moritz von Rindtorff F. Anna Dorothea von Rindtorf.“ Der polygonale Kanzelkorb ruht auf einer reich geschnitzten Säule; die Evangelisten und Christus in Hochrelief in den Füllungen wurden vermutlich erst im 19. Jahrhundert ergänzt.
Die Orgel ist ein Werk aus dem Jahr 1876. Mächtige schmiedeeiserne Radleuchter stammen aus dem Jahr 1906. Eine Glocke wurde von der Werkstatt des Joachim Kraberg aus Flessau um 1700 geschaffen. Der Glockenstuhl stammt aus dem Jahr 1713.